# Seligenstadt
Seligenstadt település Németországban, Hessen tartományban. Lakosainak száma 21 752 fő (2023. december 31.). Seligenstadt Karlstein am Main községgel határos.

## Fekvése
Babenhausentől északra, Bajorország és Hessen határán fekvő település.

## Története

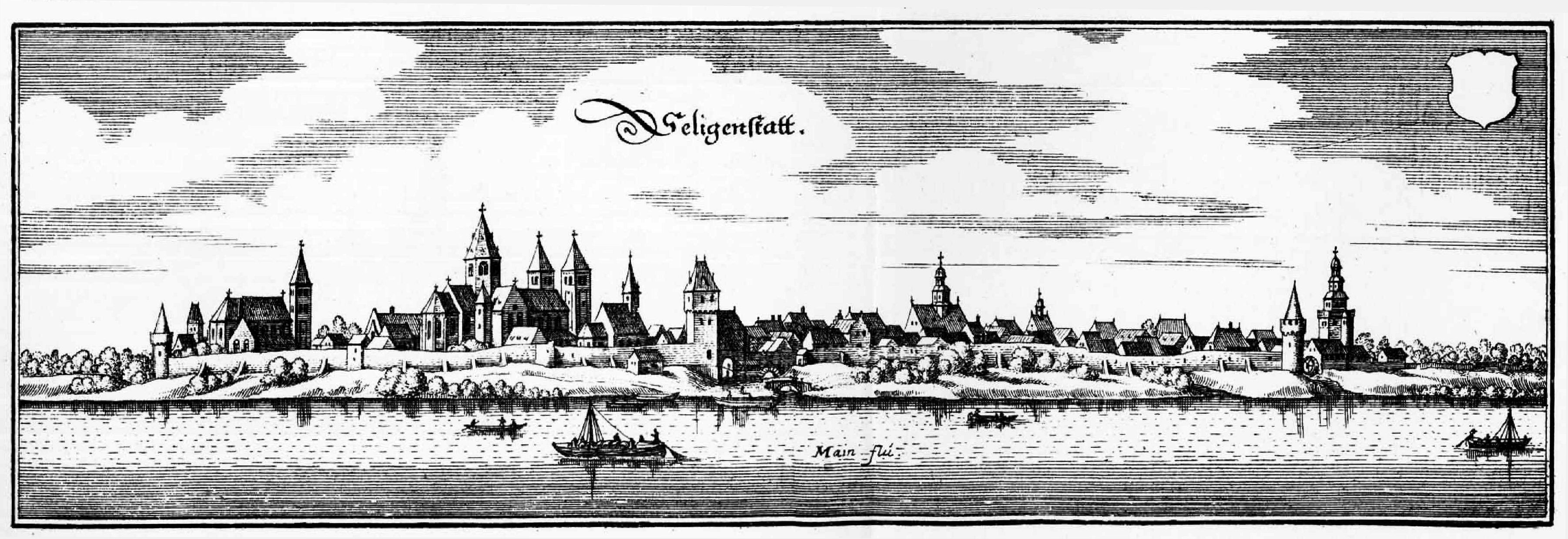

Seligenstadt már a római korban is lakott hely volt; ekkor egy cohors állomásozott itt, melynek feladata a Majnával párhuzamosan haladó hadiút védelme volt.
A Frankok uralma alatt Nagy Károly tanácsosa és életrajzírója kapta meg az uralkodótól a mühlheimi birtokot és 803-ban megalapította a kolostort, 840-ben e kolostor templomában temették el.
1045-ben III. Henrik kereskedői és pénzverői jogot adott a településnek, amely virágkorát a 17. században érte el. Ez időben jelentős festők és más mesterek - köztük Grünewald orgonaépítő is - telepedtek le itt.
Seligenstadt a harmincéves háború után elvesztette jelentőségét.

## Nevezetességek
- Bazilika - egykor a bencésrendi apátsághoz tartozott, és még 830-840 között Einhard építtetett.
- Kaiserpfalz romjai - 1235 körül épült.
- Favázas épületek a Marktplatzon.
- Városháza (Rathaus) klasszicista stílusban épült.

## Itt születtek, itt éltek
- Hans Memling (1433-1494) - festő itt Seligenstadtban született.

## Galéria

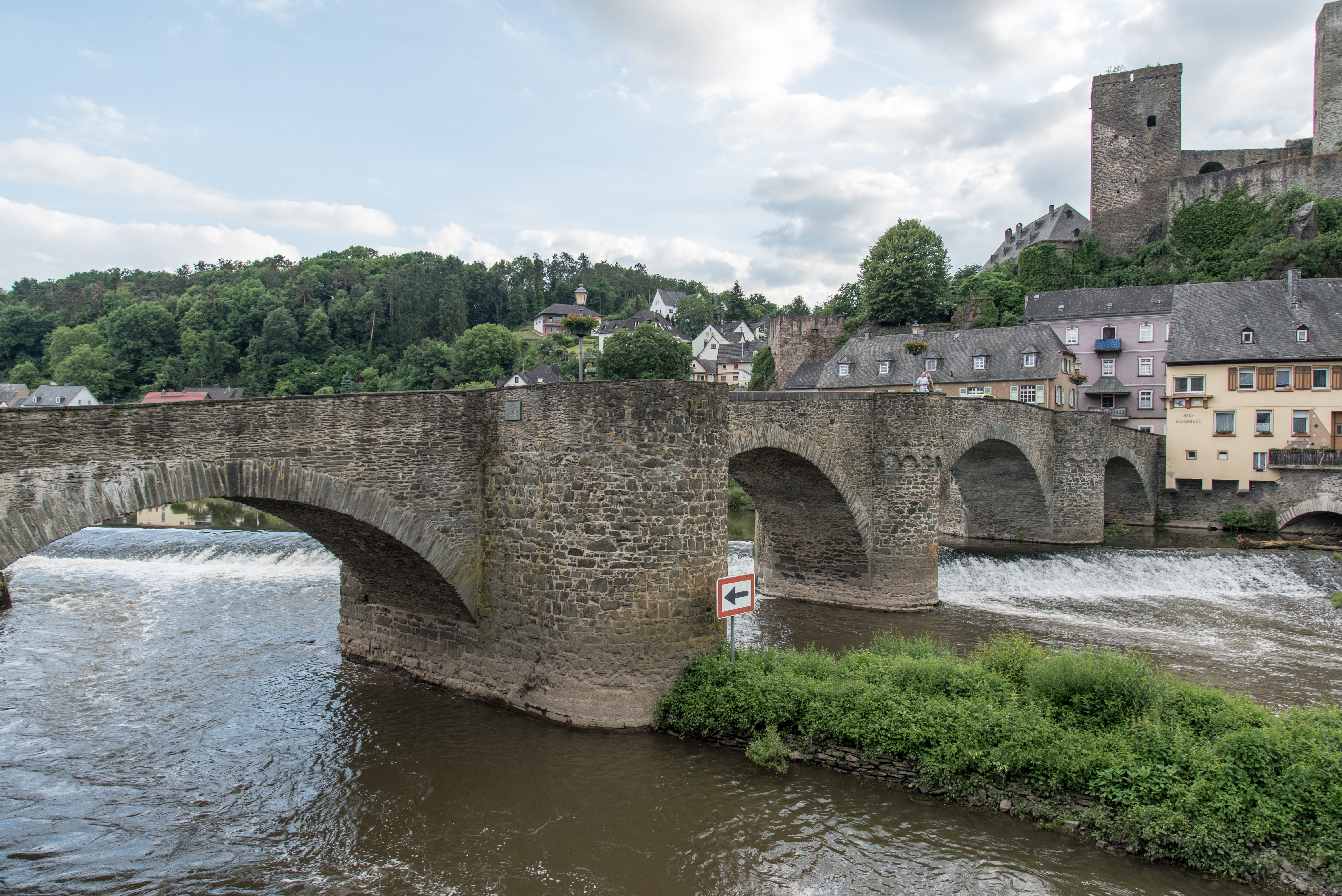
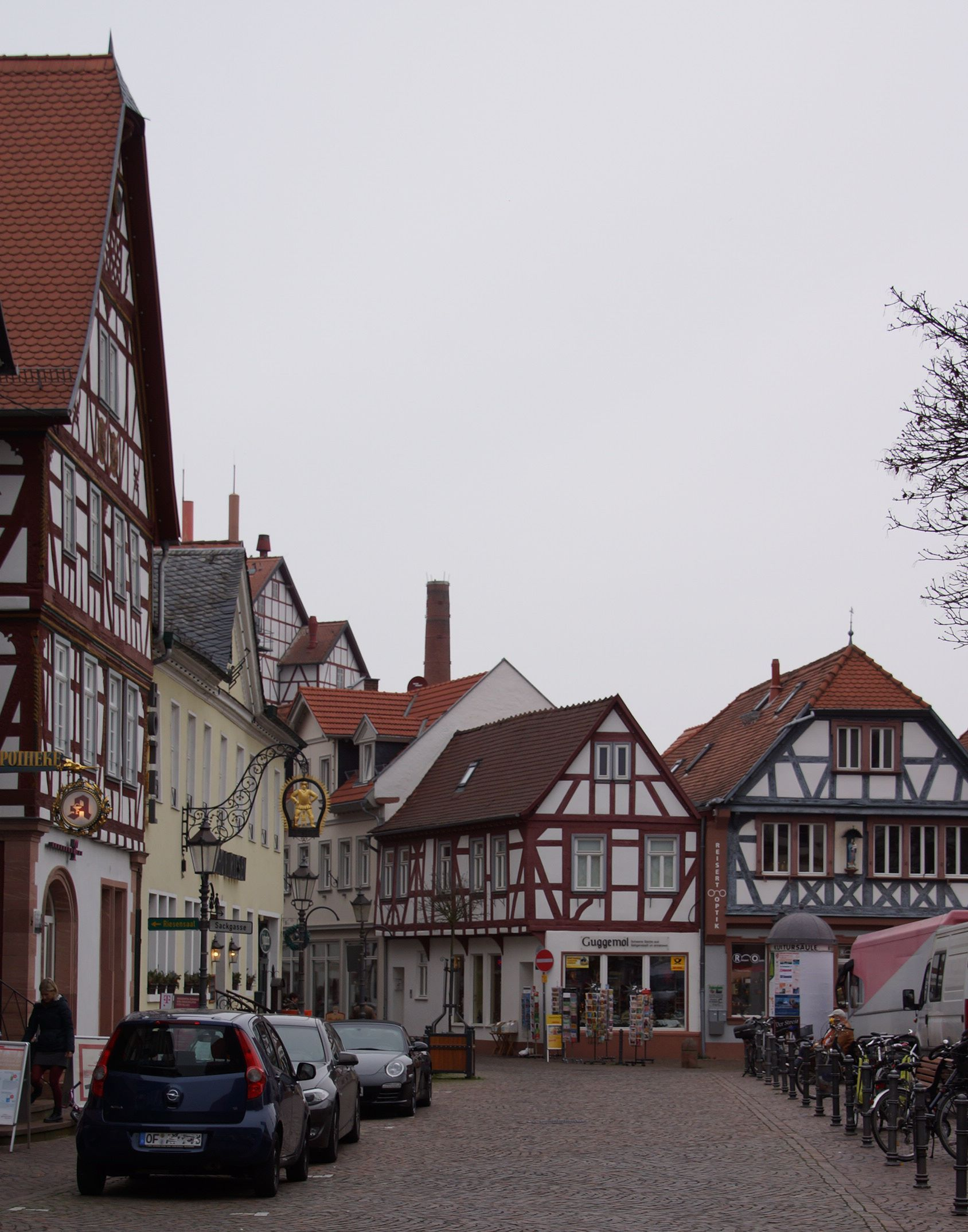
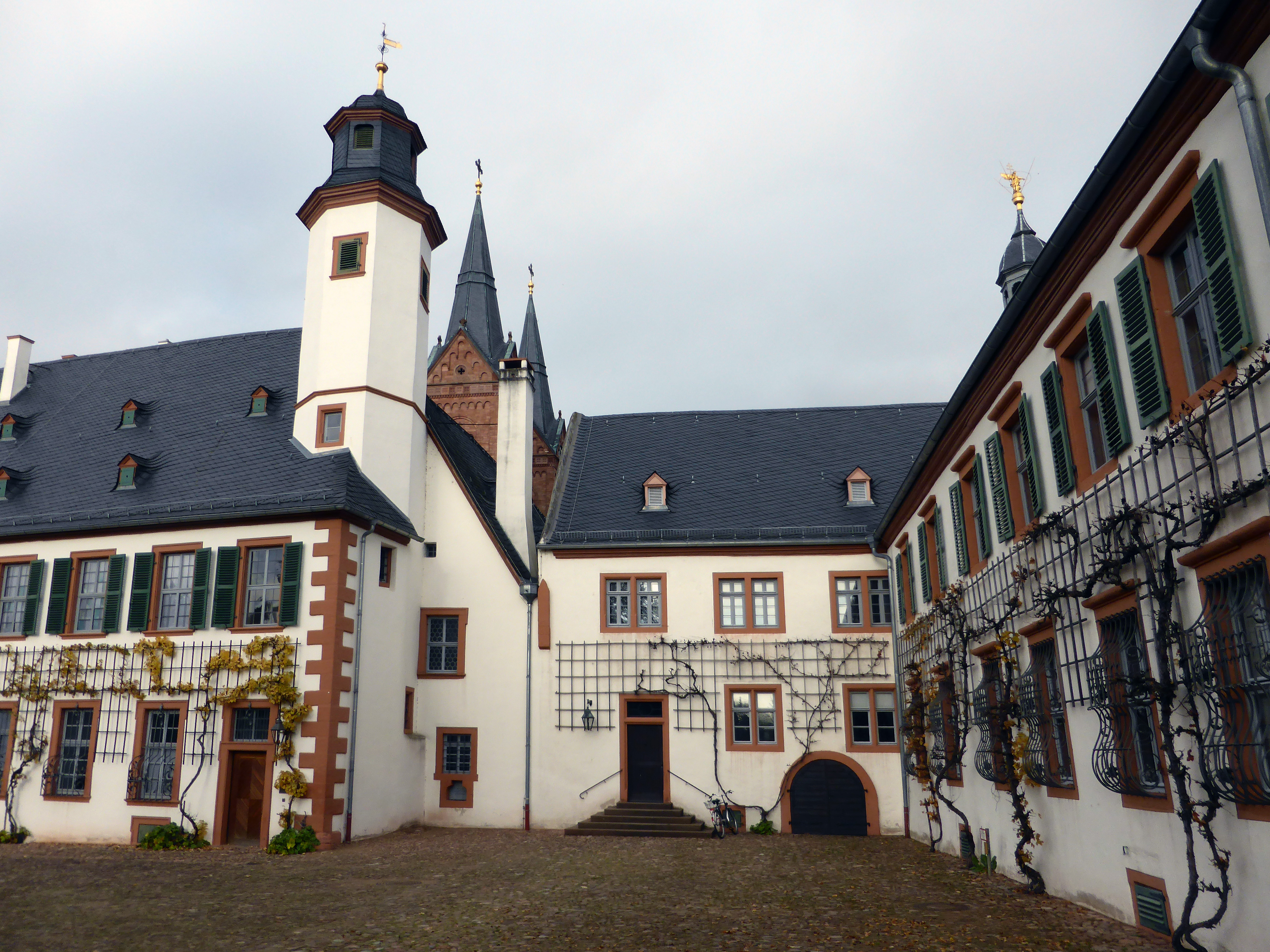
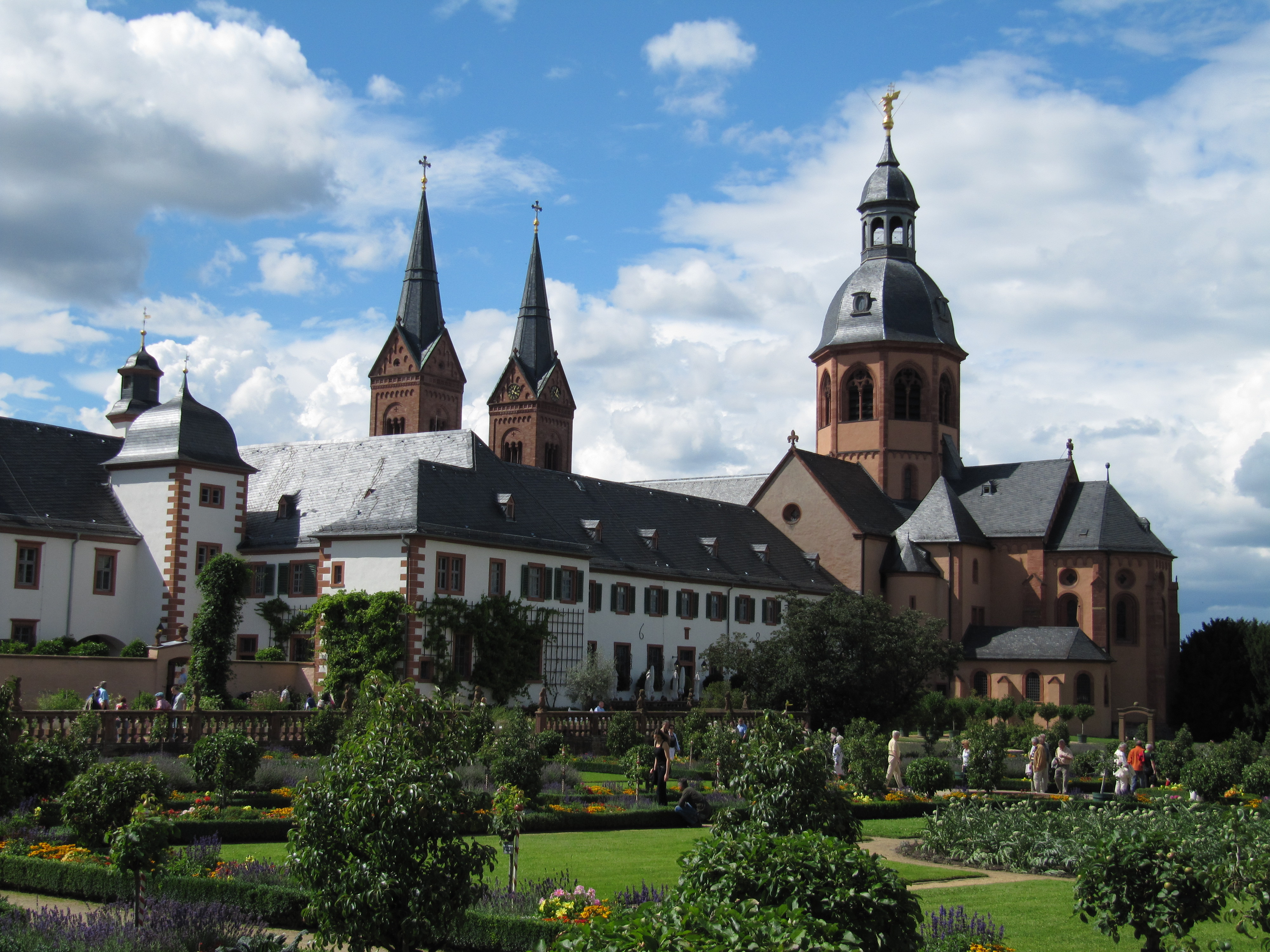
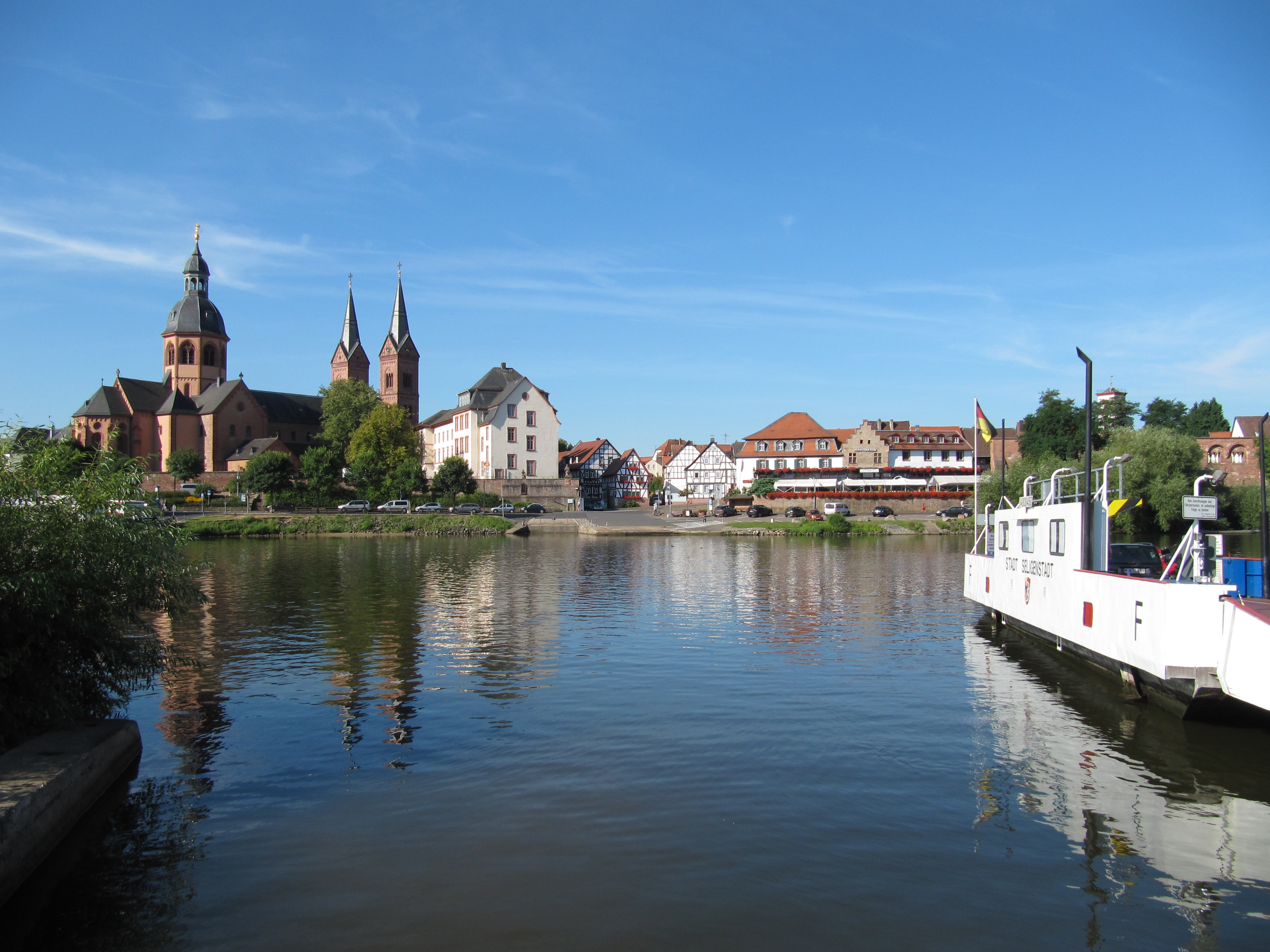
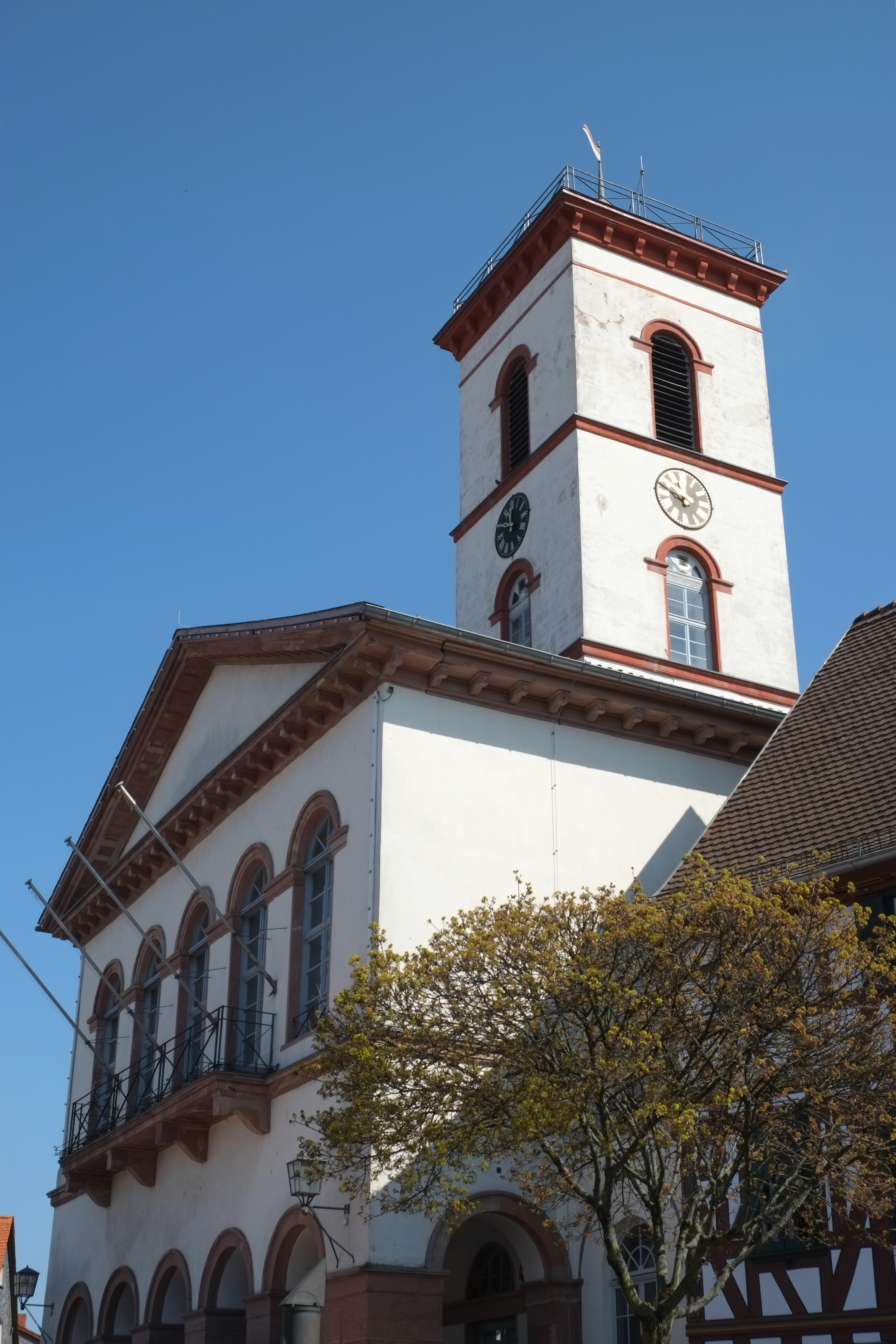
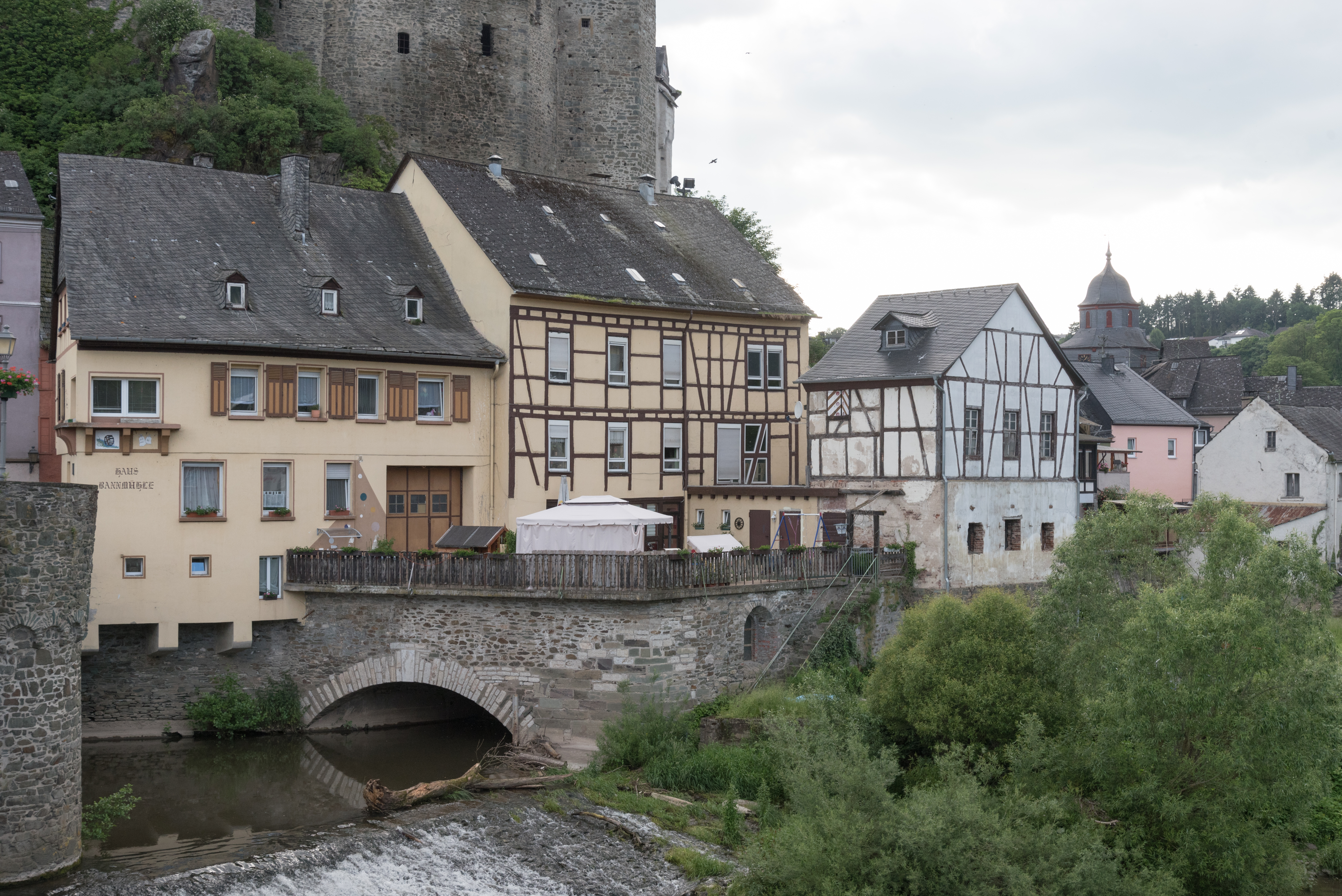
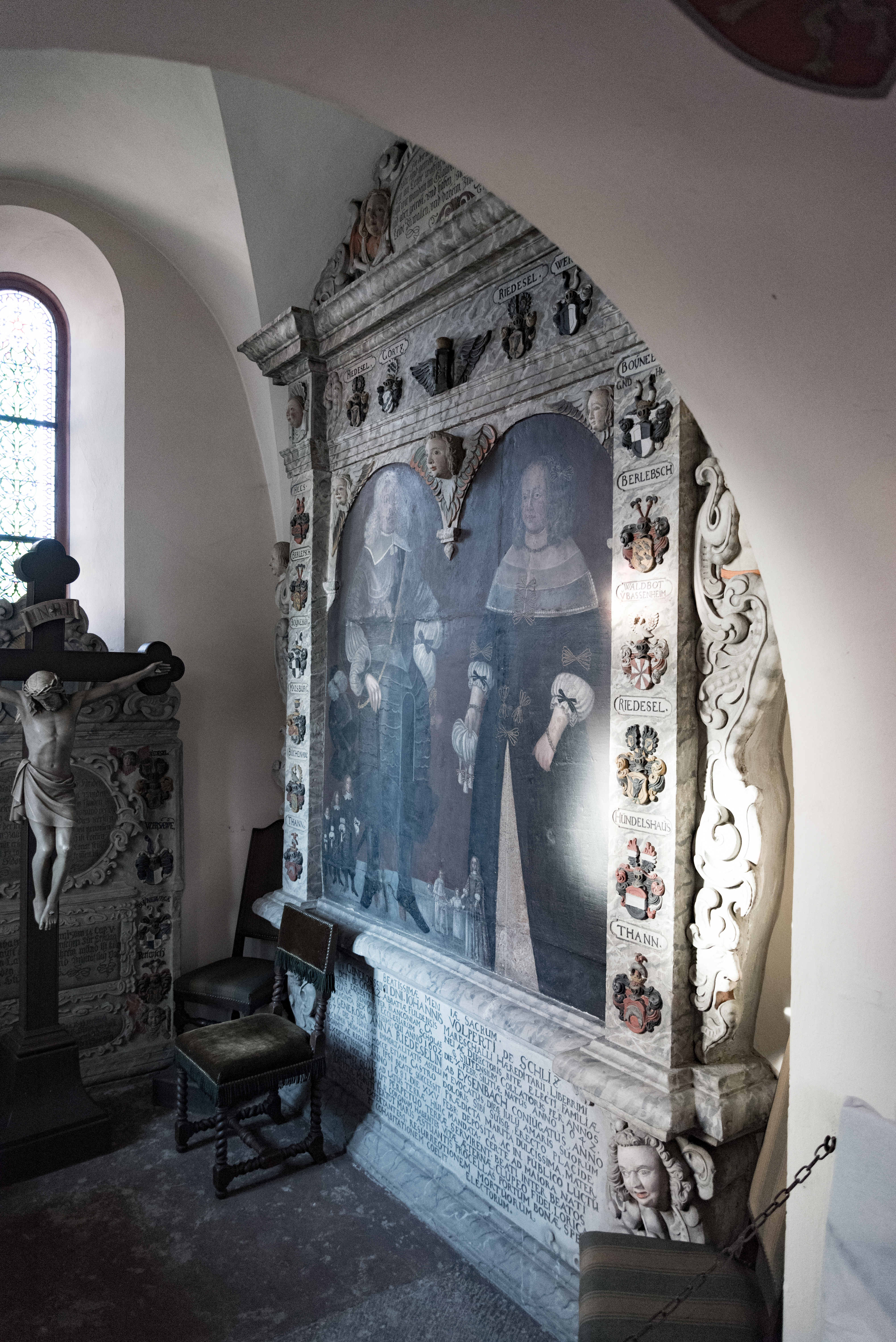
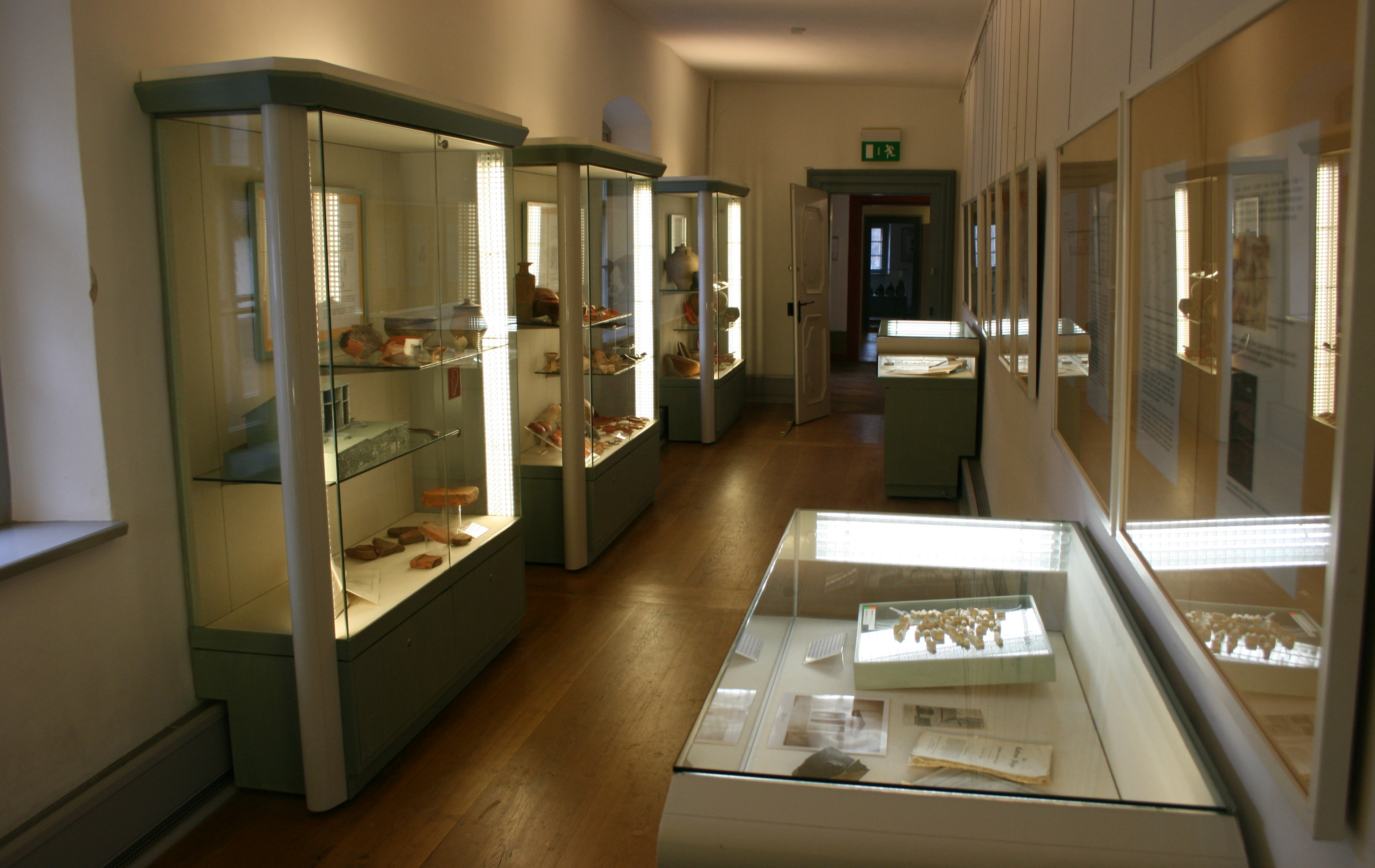